# Sint-Antonius van Paduakerk (Heirnis)

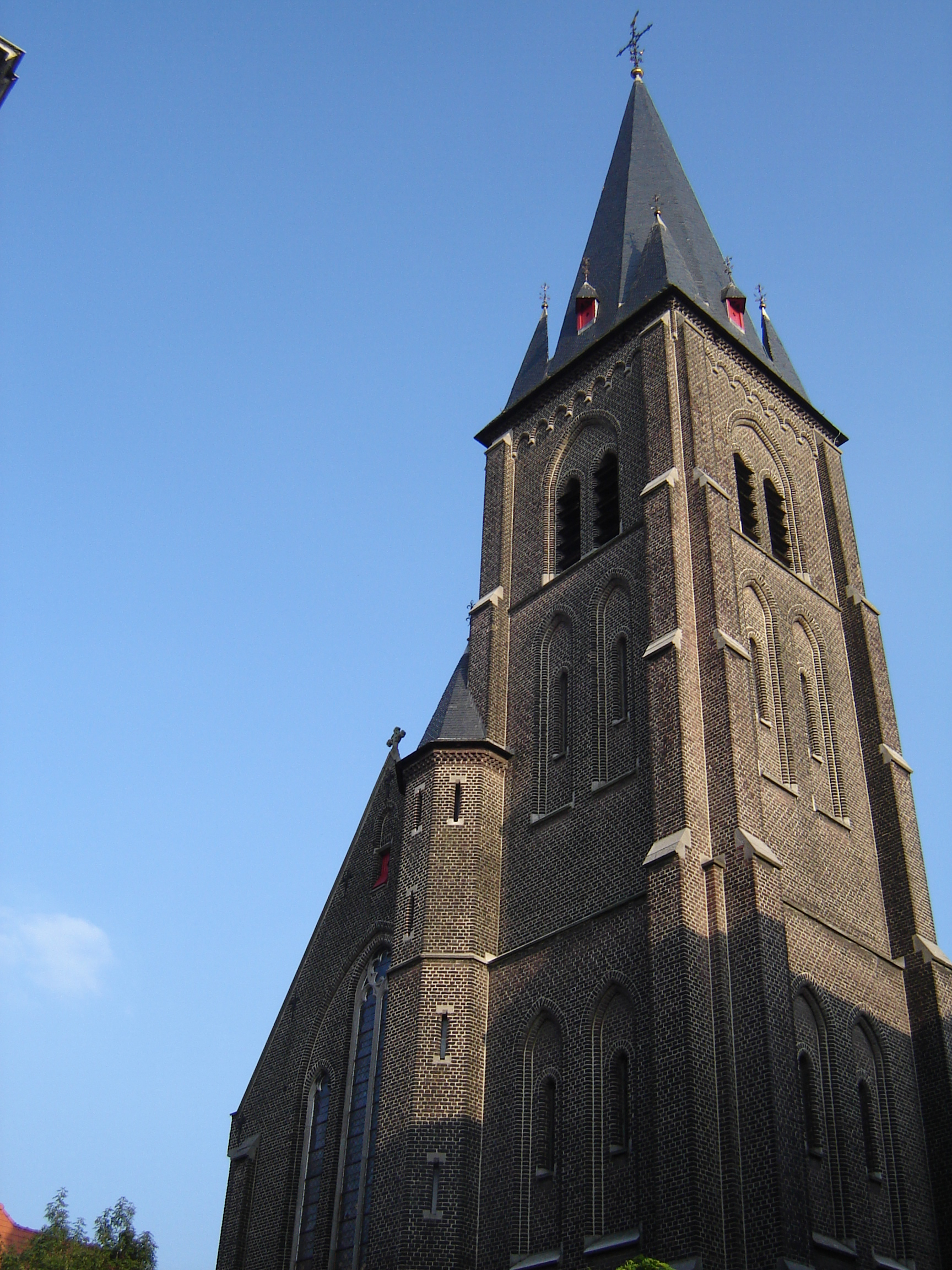
De Sint-Antonius van Paduakerk

De Sint-Antonius van Paduakerk is een kerkgebouw in Heirnis, een wijk in de Belgische stad Gent. Deze kerk is toegewijd aan Sint-Antonius van Padua.
Als gevolg van de in 1896 nieuw opgerichte Sint-Antonius van Paduaparochie begon men in 1898 met de bouw volgens de plannen van architect Hendrik Geirnaert. De werken begonnen met de constructie van de kerktoren aan de straatkant die op pilonen werd geplaatst.
De kerk was klaar in 1900 en ingewijd op 25 juli 1901. De herinneringssteen uit de sacristie is nu in het portaal te zien.
Dit eenvoudig bakstenen gebouw, neogotisch van stijl, vertoont een driebeukig, basilicaal plan met zijbeuken van vier traveeën, niet-uitspringend transept en een priesterkoor. De zware toren met winterkapel heeft een achthoekige traptoren op de linkerhoek en een doopkapel is voorzien.
Het interieur is sober gewit en heeft een gebeeldhouwde natuurstenen neogotische Sint-Antoniustriptiek.
Restauratiewerken werden in 1978 uitgevoerd.